# Opolenec (přírodní rezervace)
Opolenec je přírodní rezervace a evropsky významná lokalita v okrese Prachatice. Nachází se v Šumavském podhůří, na prudkých západně orientovaných svazích vrchu Opolenec nad říčkou Volyňkou, 1,5 km jihozápadně od obce Bohumilice. Oblast spravuje Agentura ochrany přírody a krajiny ČR.

## Flóra
Důvodem ochrany je soubor společenstev na pošumavských krystalických vápencích s druhově bohatými lesními porosty, v nichž dominují lesostepní bory, s celou řadou chráněných druhů, charakteristicky je vytvořena i vegetace sukulentů na teráskách vápencových skalek, cenné jsou také luční biotopy na vápencovém podkladě s hořečkem českým, hořečkem nahořklým. Z dalších chráněných a ohrožených druhů na lokalitě rostou např. tořič hmyzonosný (Ophrys insectifera), kruštík tmavočervený (Epipactis atrorubens), vemeník zelenavý (Platanthera chlorantha), pětiprstka žežulník (Gymnadenia conopsea), vstavač kukačka (Anacamptis morio), vstavač nachový (Orchis purpurea), hruštička zelenokvětá (Pyrola chlorantha), jednokvítek velekvětý (Moneses uniflora), kociánek dvoudomý (Antennaria dioica), lilie zlatohlavá (Lilium martagon), oman hnidák (Inula conyzae), vratička měsíční (Botrychium lunaria) a další . Součástí rezervace jsou i krasové jevy – Sudslavická jeskyně – nevelká podzemní prostora, odkrytá při jednom z odstřelů při stavbě přilehlé železniční trati.